# Persoonia chapmaniana
Persoonia chapmaniana är en tvåhjärtbladig växtart som beskrevs av Peter Henry Weston. Persoonia chapmaniana ingår i släktet Persoonia och familjen Proteaceae. Inga underarter finns listade i Catalogue of Life.